# Британский международный автосалон
Британский международный автосалон (англ. British International Motor Show) или BIMS, иногда также упоминается как Лондонский автосалон — международная выставка автомобилей и технологий, которая регулярно проводилась между 1903 и 2008 годами, первоначально располагаясь в Хрустальном дворце Лондона, выставочном центре «Олимпия» (Olympia London), после чего переместилась в Эрлс-корт, а затем (в 1978 году) в Национальный выставочный центр в Бирмингеме, где она дислоцировалась до мая 2004 года. 
Последние три выставки проходили снова в Лондоне, в Баттерси Парке.
Британский международный автосалон признан Международной организацией конструкторов автомобилей (OICA). В рамках него проходят премьеры новых и обновлённых транспортных средств различных автопроизводителей мира, в том числе и именитых британских брендов.

## История
Британский международный автосалон был учреждён в 1903 году Обществом производителей и продавцов автомобилей. Первые выставки проходили в Хрустальном дворце Лондона, затем автосалон переместился в Эрлс-корт. С 1978 года по 2004 год шоу располагалось в Национальном выставочном центре в Бирмингеме, привлекая около 750 000 посетителей. С этого же времени время проведения автосалона было перенесено с октября на май, чтобы избежать конфликта с Франкфуртским и Парижским автосалонами. 

В июле 2006 и июле 2008 годов мероприятие проводилось в лондонском выставочном центре ExCeL London.
Автосалоны 2010 и 2012 годов были отменены в связи с финансовым кризисом и решением нескольких крупных производителей отказаться от участия.
После нескольких лет затишья британский автосалон возобновил свою работу: в 2014 году Майкл Кентский объявил о том, что следующее шоу пройдёт в мае 2016 года. На этот раз мероприятие проходило в Баттерси Парке (Battersea Park) с 5 по 8 мая 2016 года, причём без участия Общества автомобильных производителей и продавцов (SMMT). 

Последний автосалон проходил там же, с 5 по 7 мая 2017 года.